# Friedrich Wilhelm von Roeder
Pour les articles homonymes, voir Roeder.
Friedrich Wilhelm von Roeder (né le 18 janvier 1719 à Parhnen (de) et mort le 15 mars 1781 à Rothsürben) est un général de division prussien, inspecteur général des régiments de cavalerie, de dragons et de hussards de Basse-Silésie. Il est chef du 1er régiment de cuirassiers, capitaine de Zechlin (de), Wittstock et Lindow ainsi que seigneur de Rothsürben en Silésie.

## Biographie
Issu de la famille von Roeder, ses parents sont le lieutenant-colonel et commandant du 2e bataillon de garnison (de) Johann Dietrich von Roeder (mort le 2 février 1736) et sa femme Louise Charlotte, née von Graevenitz de la branche de Bazow.
En 1737, Roeder devient cornette dans le 1er régiment de cuirassiers "Geßler", et en 1738 il devient lieutenant. En 1750, il devint capitaine d'état-major et en 1751 Rittmeister. En 1760, il devint lieutenant-colonel et commandant du régiment, et en 1764, il devint colonel. En 1766, il est transféré au régiment de cuirassiers "Schlabrendorf" en tant que commandant et en 1767, il est nommé chef. Le 9 septembre 1769, il est promu général de division et en 1770 inspecteur général de la cavalerie de Basse-Silésie.
Pendant la première guerre de Silésie, il est adjudant du maréchal Geßler. Roeder se distingue particulièrement dans les batailles de Hohenfriedberg et de Kesseldorf. Lors de la bataille de Prague, il est blessé au coude droit. Lors de la bataille de Chemnitz, ses mains sont blessées et il est capturé, mais est rapidement de nouveau échangé. Lors de la bataille de Freiberg, il attaque un carré de huit bataillons avec le régiment de cuirassiers "Schmettau (de)". Il réussit à faire exploser le carré lors de la troisième attaque. Le régiment fait de nombreux prisonniers, ainsi que huit drapeaux, quatre canons et quatre obusiers. Mais une balle canister lui a fracassé le bras droit. Après la bataille de Torgau, il reçoit l'Ordre Pour le Mérite.
Le prince Henri de Prusse lui dédie une plaque sur son obélisque de Rheinsberg.

## Famille
En 1764, Roeder se marie avec Leopoldine Ernestine von Schmeling (née le 25 mars 1736 et morte le 14 mai 1795). Le mariage donne naissance à plusieurs enfants, dont:
- Charlotte Wilhelmine Léopoldine (née le 10 mai 1765)
- Adolfine Luise Friedrike (née le 17 novembre 1766)
- Friedrich Erhard Leopold (1768–1834) marié avec Henriette Leopoldine von Bardeleben (née le 24 janvier 1766 et morte le 7 décembre 1844)
- Léopoldine Margarethe (née le 14 mars 1769 et mort en 1790) mariée en 1789 avec Friedrich von Schuckmann (1755–1834)